# Bengt Smith
Bengt Erik Folke Smith, född 31 mars 1917 i Gylle församling i Malmöhus län, död 18 februari 1999 i S:t Hans församling i Lund i Malmöhus län, var en svensk kemitekniker. 
Smith blev filosofie magister i Lund 1941, civilingenjör vid Chalmers tekniska högskola i Göteborg 1943, teknologie licentiat 1945, teknologie doktor och docent vid Chalmers tekniska högskola 1951, universitetslektor i organisk kemi vid Chalmers tekniska högskola 1962 och var professor i teknisk analytisk kemi vid Lunds tekniska högskola 1965–83. Han författade skrifter i organisk och analytisk kemi. Han invaldes i Fysiografiska sällskapet i Lund 1967.
Han var från 1947 till sin död gift med tandläkaren Marianne Henwer (1921–2009).

## Fotnoter
1. 1 2  Sveriges Dödbok 1901–2009, DVD-ROM, Version 5.00, Sveriges Släktforskarförbund (2010).